# Хвойні
Хво́йні (Pinophyta, Pinopsida) — найбільш чисельні й поширені сучасні голонасінні рослини. Це підвідділ та клас відділу клади судинних рослин. Це найпоширеніші представники даного відділу царства рослин, що мають найбільше економічне значення. Широко відомі хвойні породи дерев — сосна, ялина, ялиця, кипарис, кедр, тис, секвоя, модрина.
У дикій природі хвойні дерева ростуть по всій нашій планеті. У деяких фітоценозах вони посідають чільні позиції, приміром, у тайзі. Група хвойних рослин є найдавнішою з тих, що існують нині. Викопні рештки вимерлих хвойних рослин належать до кам'яновугільного періоду палеозойської ери. Вік решток ближчих до нас за часом рослин оцінюють у 60–120 млн.

## Опис
За зовнішнім виглядом — це дерева й кущі різних розмірів: від карликових сосен заввишки в 1 метр до стометрових велетнів секвой — найвищих у світі хвойних рослин.
Особливістю будови більшості видів хвойних є те, що їхнє зазвичай вічнозелене листя має вигляд голок чи рідше лусочок. Такі листки називають хвоєю, звідки й походить назва класу. Голки-листя на поперечному розрізі округлі або ребристі, як у сосни або ялини; можуть нагадувати плоскі довгасті луски, наприклад, у тиса, туї, кипариса. Завдяки невеликій площі листків та особливостей їхніх продихів, узимку практично повністю припиняється випаровування води. Продихи занурені в товщу тканини листка, а в деяких рослин у зимовий період закриваються воском. У більшості хвойних листки темно-зеленого кольору і розташовані на гілках по спіралі, що забезпечує краще уловлювання розсіяного сонячного світла в помірних широтах і північних районах, у густому лісі в затінку інших рослин.
У корі та деревині хвойних рослин є безліч канальців, заповнених густою рідиною зі специфічним запахом — хвойною смолою. Їх називають смоляними ходами. При ушкодженні стовбура в цьому місці з'являються краплини смоли — і рана швидко затягується. У стовбурі хвойного дерева добре виражені річні кільця приросту. Коренева система хвойних стрижнева, причому є великий стрижневий корінь, що розвивається з первинного та зберігається все життя рослини. Бічні корені тонкі й короткі, містять мікоризу.
Характерним для більшості хвойних є верхівковий ріст. Гілки цих рослин розміщуються кільцями, причому щороку утворюється одне кільце, або так звана «мутовка». За кількістю цих кілець можна підрахувати вік рослини. Хвойні мають один або два типи пагонів. У більшості хвойних листки багаторічні, але в деяких видів вони опадають щорічно.

## Розмноження
Більшість хвойних (чатинних, глицевих) є однодомними рослинами (на одній рослині розташовані чоловічі та жіночі шишки, в яких формуються відповідно пилкові зерна та сім'язародки). Шишки — це вкорочені видозмінені пагони, листя яких трансформувалися в луски. У більшості хвойних наприкінці весни в чоловічих шишках формуються мікроспори (Див. також Спорофіт), які вітром переносяться на жіночі шишки. У деяких видів (наприклад, у сосни) луски на жіночих шишках розходяться, а насіннєві зародки виділяють краплини липкої рідини, до яких приліплюються принесені вітром пилкові зерна. Після запилення луски шишки змикаються, шишка закривається, і пилкове зерно проростає пилковою трубкою, що досягає за певний час яйцеклітини. При злитті спермія з яйцеклітиною відбувається запліднення. Із зиготи утворюється зародок насінини. У зрілої насінини хвойної рослини зародок складається з зародкового корінця, стеблинки та різної кількості сім'ядоль у різних рослин. Після дозрівання насіння жіночі шишки розкриваються, насіння висипається. При потраплянні в сприятливі умови насіння проростає.

## Значення
Ландшафтне, водоохоронне та господарське значення хвойних важко переоцінити. Ці рослини переважають на величезних просторах суходолу, формуючи хвойні або мішані ліси, в яких ростуть хвойні та листяні рослини. Хвойні дерева є цінними постачальниками «м'якої» деревини й продуктів її перероблення (паперу, скипидару, каніфолі, гарбників тощо). Деревина хвойних не має жорстких волокон, широких пор і просякнена смолою, чим відрізняється від деревини квіткових рослин. Деякі хвойні вирощують як декоративні рослини. Насіння пінії додають до солодощів. Хвою, шкаралупу й живицю сосни кедрової європейської використовують у медицині, а з насіння її виробляють замінники вершків і молока. Насіння (так звані «кедрові горішки») Сибірського кедра вживають до їжі, готують з нього рослинні вершки й молоко, а також олію. Смолою ж дерева гоять рани та опіки.

## Класифікація

Філогенетика хвойних на основі генетичних аналізів

Клас хвойні об'єднує 7 сучасних родин (соснові, араукарієві, головчатотисові, кипарисові, подокарпові, сціадопітисові, тисові) та більш як 600 видів сучасних рослин.
- Соснові (Pinales)
  - Араукарієві (представник — араукарія)
  - Головчато-тисові
  - Кипарисові (кипарис, туя, ялівець, секвоя)
  - Соснові (сосна, ялина, ялиця, модрина, кедр)
  - Подокарпові (Podocarpaceae)
  - Сціадопітисові (Sciadopityaceae)
  - Тисові (тис ягідний)

Окрім того, відомо 3 викопні порядки хвойних:
- Cordaitales †
- Vojnovskyales †
- Voltziales †